# مدیریت تأثیرگذاری

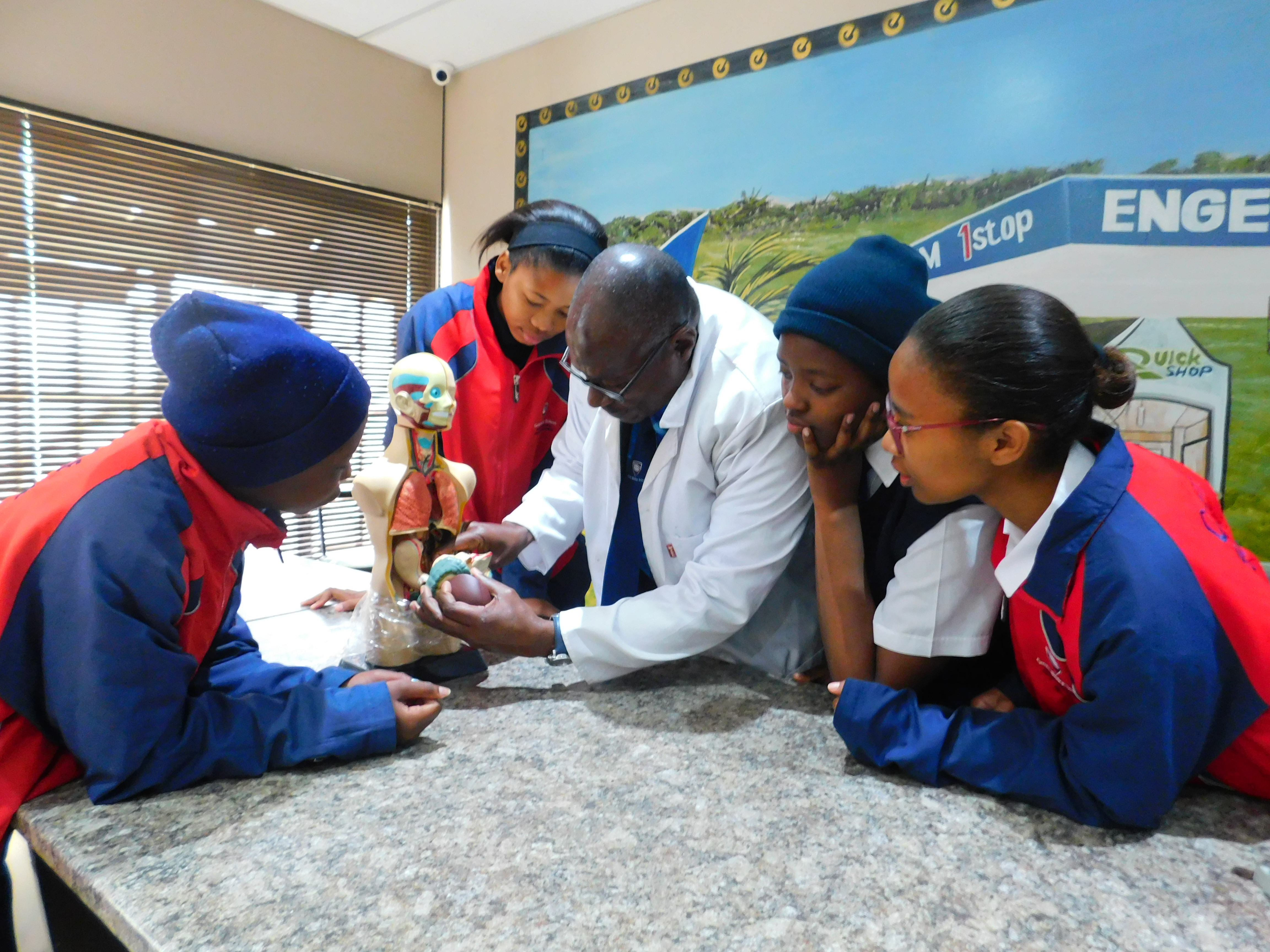
یک متخصص پزشکی مدلی از آناتومی انسان را به دانشجویان نشان می‌دهد. افرادی که دارای موقعیت بالاتر هستند، مانند این مربی، معمولاً توجه بیشتری را به خود جلب کرده و تأثیرگذاری بیشتری دارند. با این حال مجموعه‌ای از رفتارها و راهبردهای ارتباطی و اداری نیز می‌توانند در میزان این تأثیرگذاری تغییر ایجاد کنند.

مدیریت تأثیرگذاری (انگلیسی: Impression management) به مجموعه‌ای از رفتارها و راهبردهای ارتباطی گفته می‌شود که افراد برای شکل‌دادن به برداشت دیگران از خود به کار می‌گیرند. این رفتارها ممکن است آگاهانه یا ناآگاهانه باشند و در موقعیت‌های مختلف اجتماعی مانند محیط کار، شبکه‌های اجتماعی، روابط دوستانه یا حتی سیاست به کار روند. هدف از این مدیریت، ارائه تصویری مطلوب و کنترل‌شده از خود برای دستیابی به پذیرش اجتماعی، اعتماد، اعتبار یا نفوذ است.

## معرفی
در زندگی روزمره، افراد همواره در حال ایفای نقش‌های اجتماعی مختلف هستند و بسته به مخاطب، از شیوه‌های متفاوتی برای معرفی خود بهره می‌برند. مدیریت تأثیرگذاری به عنوان بخشی از هوش اجتماعی، به توانایی فرد در تنظیم و هدایت رفتار و گفتار خود برای دست‌یابی به پاسخ یا واکنشی خاص از سوی دیگران اشاره دارد.

## پیشینه
ایده‌های مرتبط با تأثیرگذاری اجتماعی ریشه‌ای کهن در فلسفه و جامعه‌شناسی دارند. اما مفهوم «مدیریت تأثیرگذاری» به‌طور رسمی در میانه قرن بیستم میلادی، به‌ویژه با آثار اروینگ گافمن جامعه‌شناس کانادایی-آمریکایی، شناخته شد. گافمن در کتاب مشهور خود با عنوان بازنمایی خود در زندگی روزمره (۱۹۵۹)، از استعاره تئاتر برای توضیح روابط اجتماعی استفاده کرد و رفتار انسان‌ها را به بازیگری تشبیه نمود که بسته به صحنه و مخاطب، خود را به شکلی خاص نشان می‌دهد.

## نظریه‌ها و رویکردها
در نظریه‌های مختلف مربوط به مدیریت تأثیرگذاری، راهبردهایی مانند نمایش شایستگی، تملق‌گویی، تواضع، ایجاد همدلی و تهدید ضمنی شناسایی شده‌اند. افراد با توجه به هدف، زمینه فرهنگی، و موقعیت اجتماعی خود، از این شیوه‌ها برای تأثیرگذاری بر ادراک دیگران بهره می‌برند.
برای نمونه، فردی ممکن است در مصاحبه شغلی بکوشد خود را با اعتماد به نفس و شایسته نشان دهد، اما در جمع دوستان، رفتارهای غیررسمی و صمیمانه‌ای اتخاذ کند تا احساس نزدیکی و پذیرش ایجاد کند. پژوهش‌های روان‌شناسی اجتماعی نشان داده‌اند که استفاده متعادل و آگاهانه از این راهبردها، به موفقیت‌های حرفه‌ای و اجتماعی منجر می‌شود. با این حال، استفاده افراطی، غیرصادقانه یا فریبکارانه می‌تواند نتیجه‌ای معکوس داشته باشد و موجب کاهش اعتماد دیگران شود.